# Bingen Fernández
Bingen Fernández Bustinza (Bermeo, 15 dicembre 1972) è un dirigente sportivo ed ex ciclista su strada spagnolo di origine basca, professionista dal 1996 al 2009.

## Palmarès

### Strada

#### Altri successi
- 1999 (Euskaltel-Euskadi)

Classifica scalatori Vuelta a La Rioja

## Piazzamenti

### Grandi Giri
- Giro d'Italia

2007: 29º
2008: ritirato (9ª tappa)
- Tour de France

2002: 79º
2009: 105º
- Vuelta a España

1998: ritirato (11ª tappa)
2001: 50º
2002: 87º
2003: 85º
2004: 67º
2005: 33º
2006: 85º
2007: 68º
2008: 87º
2009: 58º

### Classiche monumento
- Milano-Sanremo

2001: 116º
2004: 53º
2009: 115º
- Liegi-Bastogne-Liegi

2005: 79º
2007: 107º
2009: ritirato
- Giro di Lombardia

2005: 17º
2006: ritirato